# Septuagint

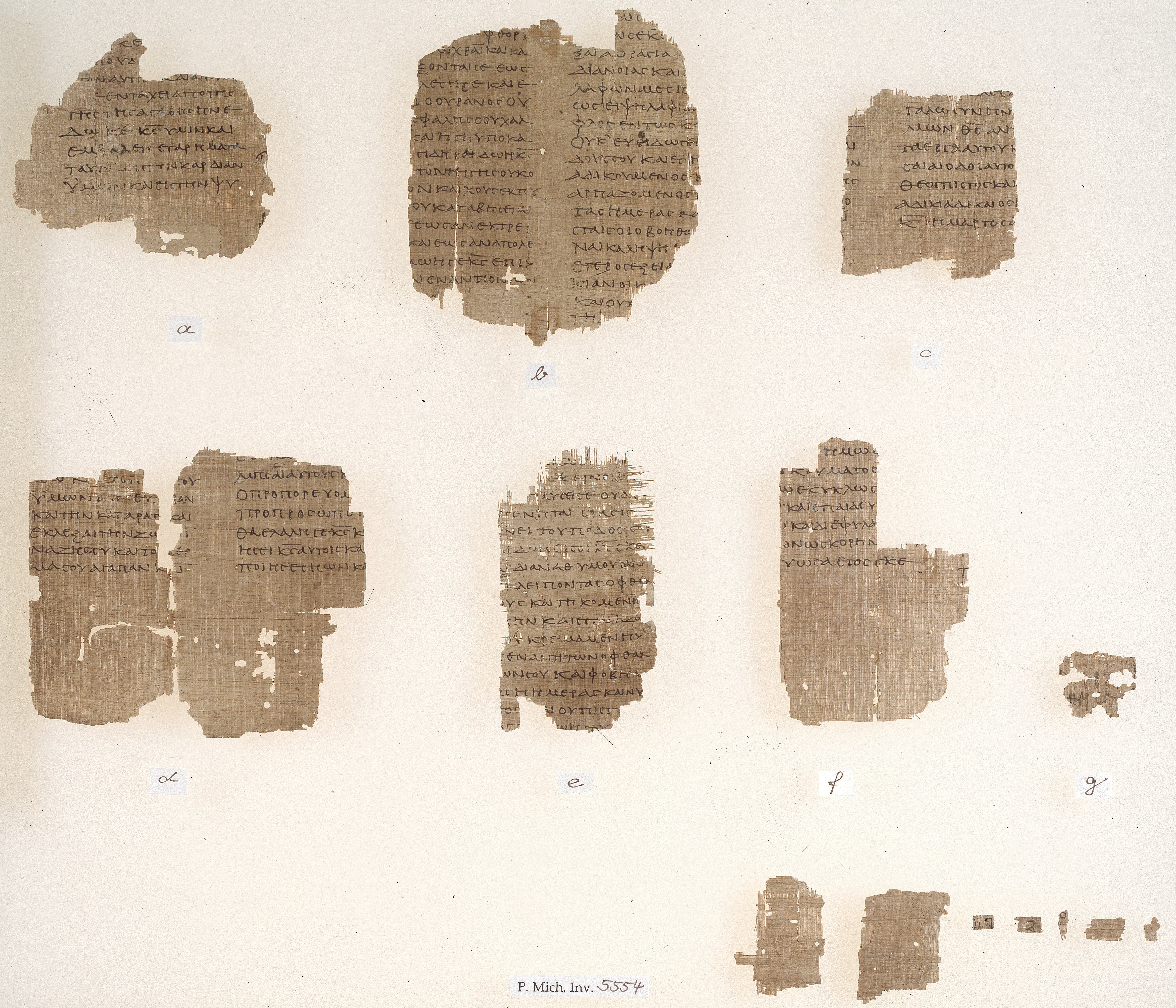
Er komen in de Chester Beatty Papyrus VII delen uit Deuteronomium voor.

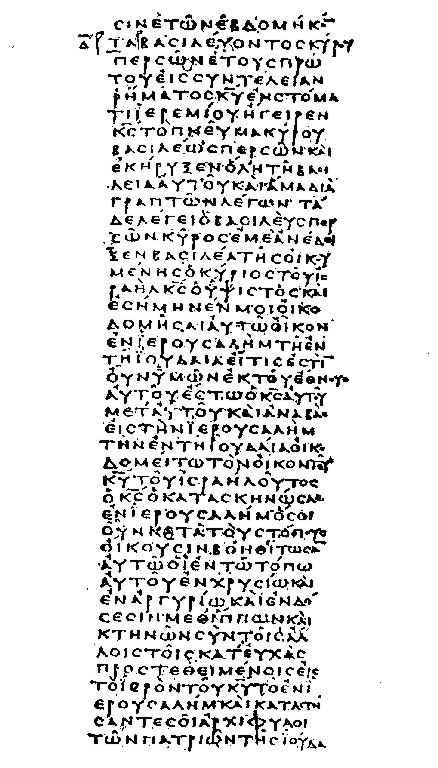
De Septuagint: kolom in unciaal schrift van 1 Ezra uit de Codex Vaticanus

De Septuagint of Septuaginta, vaak afgekort tot LXX, het getal 70 in Romeinse cijfers, is de vertaling in het Koinè of Oudgrieks van de Tenach of Hebreeuwse Bijbel, die tussen circa 250 en 50 v.Chr. werd gemaakt.

## Naam en ontstaan
Septuagint is Latijn voor zeventig en is afgeleid van interpretatio septuaginta virorum, Koinè of Oudgrieks: ὴ μετάφρασις τῶν ὲβδομήκοντα, vertaling van de zeventig mannen. De Septuagint dankt zijn naam aan een verhaal over het ontstaan van de Griekse Pentateuch, de Thora, maar wordt nu algemeen voor de Griekse vertaling van de gehele Hebreeuwse Bijbel gebruikt.
Er vestigden zich na het ontstaan van Alexandrië omstreeks 300 v.Chr. meteen veel Joden in de stad. Zij bleven Hebreeuws spreken en het Oude Testament bestuderen. Er staat in de Brief van Aristeas hoe de Septuagint toen tot stand is gekomen. Er was 61 jaar eerder al een poging gedaan de Thora in het Grieks te vertalen, maar dat was niet gelukt. Aristeas zou de Egyptisch-Griekse koning Ptolemaeus II Philadelphus hebben aangeraden om de Joodse handschriften van het Oude Testament in het Grieks te vertalen. De beheerder van de Koninklijke Bibliotheek van Alexandrië had hem al aangeraden een kopie van de Pentateuch te vinden. De koning zou het advies hebben opgevolgd. Er zouden zes Joden van elke stam, in totaal 72 rabbijnen, naar het hof zijn gekomen. Zij kregen ieder een eigen ruimte en zijn opdracht was het, dat iedere rabbijn een vertaling van de Thora in het Grieks aan hem moest leveren. Op de achtste van de maand Tevet van het Joodse jaar 3515 (246 v.Chr.) werden de 72 vertalingen ingeleverd. Er waren 13 plaatsen in de vertaling, waar zij ieder van mening waren dat een letterlijke vertaling aan de ware betekenis van Thora afbreuk zou doen. De traditie wil dat God had ingegeven dat alle vertalingen hetzelfde waren. Deze Griekse vertalingen werden 'Septuagint', van de zeventig, genoemd. De Joden aan het hof vonden dat hun vertaling met het origineel overeen kwam.
Er wordt sinds de 17e eeuw aan het historisch gehalte van de brief van Aristeas getwijfeld. De meeste geleerden gaan ervan uit dat Joden uit Alexandrië de Pentateuch in het Grieks vertaalden omdat Egyptische Joden niet genoeg Hebreeuws meer kenden om de Pentateuch in de oorspronkelijke taal te lezen. Anno 2000 zijn er toch weer geleerden die de waarde van de Brief van Aristeas als bron voor serieuze informatie over de Septuaginta hoger aanslaan.
Na de Pentateuch werd vanaf de tweede eeuw v. Chr. tot de eerste eeuw na Chr. de rest van de Tenach in het Grieks vertaald.

## Joodse en christelijke visie
De originele rabbijnse Septuagint bevat volgens Joodse bronnen slechts de eerste vijf boeken van Mozes, Genesis, Exodus, Leviticus, Numeri en Deuteronomium, terwijl de christelijke bronnen beweren dat de rabbijnen de gehele Tenach in het Grieks hebben vertaald. Ondertussen hebben dezelfde 72 rabbijnen in Talmoedtraktaat Megilla 9a en 9b vermeld dat vijftien passages van hun Septuagint-vertaling een op een naast de originele Hebreeuwse versie gelegd kunnen worden. De vijftien zijn:
- Genesis 1:1
- Genesis 1:26
- Genesis 2:2
- Genesis 5:2
- Genesis 11:7
- Genesis 18:12
- Genesis 49:6
- Exodus 4:20
- Exodus 12:40
- Exodus 24:5
- Exodus 24:11
- Leviticus 11:6
- Numeri 16:15
- Deuteronomium 4:19
- Deuteronomium 17:3

Tijdens de Talmoedische periode werd het maken van de vertaling betreurd, zodat de Joodse datum 8 Tevet een vastendag werd.
De LXX was gedurende het hellenisme en de eerste eeuwen van het christendom de belangrijkste en meest gebruikte Bijbelvertaling, zowel bij christenen als bij de Joden. Bij de Joden kreeg de vertaling na het jaar 100 een slechte naam, doordat christenen ermee trachtten aan te tonen dat Jezus Christus de voorzegde Messias was. De christenen hechtten bijvoorbeeld veel betekenis aan het Koinè woord parthenos, maagd, in Jesaja 7:14, terwijl er in het Hebreeuws almah staat, dat behalve maagd ook jonge vrouw kan betekenen.
De Septuagint, de vertaling, is in de Joodse religie niet overgenomen. Daar wordt een vertaling in het Hebreeuws, de Griekse vertaling of de Targoem, een Aramese vertaling, gebruikt.
Na enkele pogingen de Hebreeuwse Bijbel opnieuw, maar dan letterlijker te vertalen - door Aquila zeer letterlijk, maar daardoor onbegrijpelijk, door Symmachus en door Theodotion, een herziening van de LXX - besloot men in de synagoge voortaan de Bijbel in het Hebreeuws te lezen en liet men de LXX aan de christenen. Er werd in Hebreeuws onderwijs aan de kinderen geïnvesteerd en er werd een richting gekozen, die tot de Masoretische Tekst leidde.
Voor de christenen is de Septuagint van grote betekenis geweest bij hun zendingswerk. De meeste bekeerlingen in de eerste eeuwen waren namelijk Griekstalig en hadden met de LXX direct een vertaling tot hun beschikking van het Oude Testament, zoals de christenen de Tenach voortaan gingen noemen. Het belang van de LXX blijkt verder uit het feit dat veel citaten uit het Oude Testament in de nieuwtestamentische brieven en de evangeliën overeenkomen met de Septuagint en niet met een letterlijker vertaling van de Masoretische, Hebreeuwse tekst. Zo zijn in het Bijbelboek Matteüs alle aanhalingen uit het Oude Testament uit de Griekse LXX genomen en niet rechtstreeks uit het Hebreeuws.
De Septuagint bevat meer boeken dan de Hebreeuwse Bijbel. 
1. Canonieke boeken. Alle boeken die algemeen erkend worden als deel van de Hebreeuwse Bijbel, de Tenach, zijn ook onderdeel van de Septuagint. De vertaling wisselt wat mate van vrijheid betreft.
2. Apocriefen van het Oude Testament: zijn 7 of 10 in getal, afhankelijk van hoe men ze indeelt. Deze boeken worden in de Oosters-orthodoxe kerken en de Rooms-Katholieke Kerk, die ze deuterocanoniek noemt, als gezaghebbend beschouwd, maar door de protestanten niet.
3. Apocriefe boeken: deze worden door de Rooms-Katholieke Kerk en niet zelden door de Oosters-orthodoxe kerken als onecht beschouwd.[6]
4. Het boek Oden bestaat uit verschillende liederen die hoofdzakelijk gekopieerd zijn uit de Hebreeuwse Bijbel en deels uit de Deuterocanonieke boeken of het Nieuwe Testament. De meeste teksten zijn dus op zich niet apocrief, maar de toevoeging als afzonderlijk boek komt alleen in de oosters-orthodoxe kerken voor. Het was in deze vorm ook geen onderdeel van de oorspronkelijke Septuagint.

## Herkomst en geschiedenis
Vroegere tekstcritici veronderstelden dat de LXX een vertaling van de Masoretische Tekst was. Door verschillende Dode Zee-rollen met elkaar te vergelijken, is men tot de conclusie gekomen dat de Septuagint, en de Samaritaanse Pentateuch, enerzijds en de Masoretische Tekst anderzijds twee teksttypes zijn, die allebei onder de Dode-Zeerollen voorkomen. Tussen de Dode Zee-rollen bevinden zich zowel boekrollen die familie zijn van de Masoretische Tekst, bijvoorbeeld 1QIsa a, de grote Jesajarol uit grot 1, als boekrollen die verwant lijken aan de LXX, bijvoorbeeld 4QSam b, een van de Samuëlrollen uit grot 4.
Van de LXX beschikt men over de volgende handschriften:
- Van de voorchristelijke tekst zijn nog enkele fragmenten over met regels van Deuteronomium: de papyrus F266 en John Rylands Grieks 458.
- Uit de eerste eeuw stamt de rol met kleine profeten van Nahal Hever, (132-135).
- Uit de 2e en 3e eeuw zijn fragmenten over van de LXX op papyrus: Chester Beatty papyri, Oxyrhynchus papyri, Berlijnse Genesis; de Freer-collectie, en de Scheide papyri.[bron?]
- Uit de vierde eeuw stammen de perkamenten uncialen, Codex Alexandrinus (5e eeuw), de Codex Vaticanus en de Codex Sinaiticus, die voor het eerst vrijwel de gehele Septuaginta bevatten.
- Nog jonger is een grote hoeveelheid Byzantijnse minuskels.

De tekst van de LXX werd na de eerste eeuw door christenen bewaard en doorgegeven, en zoals bij elke tekst die wordt gekopieerd ontstonden er varianten. We weten van drie pogingen de tekst zo goed mogelijk te reconstrueren:
- O: de recensie die teruggaat op Origenes. Deze zou stammen van de vijfde kolom van de Hexapla, het grote, helaas verloren gegane werk uit ca 240, waarin hij de Hebreeuwse tekst van het Oude Testament naast de belangrijkste vertalingen van zijn tijd, waaronder de LXX, plaatste.
- L: Rond 275 vervaardigde ook Lucianus van Antiochië, een presbyter die op 7 januari 312 als martelaar stierf, een recensie van de LXX. Hij had, anders dan Origenes, geen wetenschappelijke maar praktische bedoelingen. Het is kenmerkend is dat hij nooit iets weglaat, waardoor er nogal eens tekst in zijn vertalingen wordt herhaald.
- C: Hiëronymus, die zelf de Bijbel uit het Hebreeuws naar de Vulgaat in het Latijn vertaalde, noemt nog een recensent, Hesychius. We weten niet veel van deze persoon af.

### Varianten en omstreden boeken
Er zijn binnen de LXX vaak zulke verschillen, dat de moderne uitgave van de Septuaginta, de Deutsche Bibelgesellschaft, van veel boeken twee versies weergeeft: van Jozua 18 en van Richteren een versie uit Codex A en een uit B; Tobias één versie uit A en B en een andere uit codex S, zo ook bij Daniël. De wijsheid van Jezus Sirach heeft in de minuskels geregeld extra verzen, die in de uncialen en in het Hebreeuws ontbreken.
De boeken Daniël en Ester hebben zoals bekend in het Grieks extra hoofdstukken. Psalmen heeft ook een psalm extra, psalm 151. Merkwaardig is het verschil in telling met de Masoretische Tekst: In de LXX vormen psalm 9 en psalm 10 samen één psalm: 9. Vanaf daar loopt de nummering van de LXX voor op de Masoretische Tekst. Psalm 11 (MT) is in de LXX psalm 10 en psalm 145 van de LXX is 'onze' 146. Psalm 146 bestaat in de LXX dan uit de eerste 11 verzen van de Masoretische Tekst, 'onze' tekst, van Psalm 147. Psalm 147 bestaat in de Septuaginta uit de tweede helft van onze 147. Van 148 t/m 150 komt de nummering weer overeen. Er komt in de LXX nog psalm 151, een lied van zeven verzen waarin David zijn overwinning op Goliath beschrijft. Uit de variabele samenstelling van de rollen met psalmen, die bij de Dode Zee-rollen zijn aangetroffen, valt op te maken dat de eindredactie van het boek psalmen als geheel betrekkelijk laat heeft plaatsgevonden. De indeling in vijf boeken is echter in de LXX hetzelfde als in de MT.

### Gebruik, vertaling, gezag
Vanaf de tweede eeuw werd in het Westen gebruikgemaakt van allerlei Latijnse vertalingen, de Vetus Latina. Dit zullen wat het Oude Testament betreft vertalingen van de LXX geweest zijn. Van 390 tot 405 werkte Hiëronymus van Stridon in opdracht van paus Damasus I aan de officiële Latijnse Vulgata. Hiervoor vertaalde hij het Oude Testament uit het Hebreeuws. Van de door hem deuterocanonieke boeken genoemde boeken reviseerde hij de bestaande Latijnse vertaling met behulp van het Griekse origineel in de LXX. In de Vulgaat zette hij de boeken, enkele uitzonderingen daargelaten, in de volgorde van de LXX, die afwijkt van de joodse indeling.
Tegenwoordig is de LXX de standaardtekst voor de Oosters-orthodoxe kerk. 
Bijbelvertalingen van het OT maken gebruik van de Masoretische grondtekst en alleen in twijfelgevallen van de LXX en andere oude vertalingen.
De deuterocanonieke boeken werden aan de hand van de Septuagint vertaald. Deze deuterocanonieke boeken hebben in de Rooms-Katholieke Kerk gezag in de versie van de Vulgaat, dat komt erop neer dat men de LXX als brontekst neemt. In de protestantse kerken gelden ze als apocrief, als niet-geïnspireerde gedachten van mensen. 
- Van het boek de Wijsheid van Jezus Sirach kent men 2/3 van het oorspronkelijke Hebreeuws uit de kelder van een synagoge en van Massada. Voorts is er een Syrische versie, die onafhankelijk van de LXX is ontstaan.
- Van het boek Tobit zijn er bij de Dode-Zeerollen Hebreeuwse en Aramese snippers gevonden.
- De boeken 1 Makkabeeën, Judith en (deels?) Baruch zijn waarschijnlijk oorspronkelijk in het Hebreeuws geschreven, maar er zijn geen Hebreeuwse of Aramese handschriften bewaard gebleven.
- Van de boeken 2 Makkabeeën, Wijsheid van Salomo, en de aanvullingen op Ester en Daniël wordt aangenomen dat ze in het Grieks zijn geschreven.

### Belang
Los van de vraag of men haar gezag wil toekennen, is de LXX van belang voor de wetenschap:
- Door de LXX beschikken we over de inhoud van het Oude Testament in de taal van het Nieuwe. Dat is belangrijk voor woordstudies, bijvoorbeeld thora, leer, is in de LXX  vertaald met nomos, wet. Dat bevestigt dat in het NT het woord nomos soms beter met leer, onderwijs kan worden vertaald. Een ander woord is het Hebreeuwse chesed, goedertierenheid, dat in de LXX eleos, barmhartigheid is, en niet charis, genade.
- De Septuagint kan voor tekstkritiek worden gebruikt: af en toe is een fout in de Masoretische Tekst te reconstrueren met behulp van de LXX. Een voorbeeld is psalm 145:13, waar de reconstructie die men met behulp van de LXX had gemaakt, door de Dode Zee-rollen wordt bevestigd.
- Citaten: Er wordt soms in het Nieuwe Testament nogal vrij geciteerd: twee teksten worden gecombineerd of er wordt een nieuwe betekenis in de tekst gelegd, dan wel herkend. Vooral in de Brief aan de Hebreeën en het hierboven al genoemde evangelie volgens Matteüs blijken de citaten niet slordig, maar zijn de verschillen met behulp van de LXX te verklaren.[7]
- Ontwikkeling dogmatiek: Een toch niet onbelangrijk leerstuk als de opstanding van de doden wordt in het Oude Testament eigenlijk alleen in het late boek Daniël geleerd. In de apocriefen zien we het onderwerp zich ontwikkelen.[8] Jezus en de apostelen onderwijzen het ook.
- Geschiedenis van de intertestamentaire periode: met name de boeken van de Makkabeeën zijn, met Flavius Josefus, de belangrijkste informatiebron over deze periode.

## Uitgaven

### Tekstuitgaven
Vanaf de uitvinding van de boekdrukkunst is de Septuaginta in talrijke edities verschenen. De bekendste handuitgave is die van A. Rahlfs uit 1935, die in 2006 door R Hanhart is herzien. De uitgave Rahlfs is ook op internet beschikbaar. Van Rahlfs-Hanhart geldt dit in mindere mate.
Behalve de handuitgaven zijn er ook kritische uitgaven in meer delen. De twee bekendste zijn de Cambridge-Septuagint, een diplomatieke editie, voornamelijk op één handschrift gebaseerd en de Göttingen-Septuagint, een eclectische editie, een geheel gereconstrueerde 'oertekst'. 

### Moderne vertalingen
Wie zonder veel kennis van het Grieks de Septuaginta wil lezen, wordt gediend door vertalingen in moderne talen. Er zijn in het Nederlands alleen gedeelten van de Griekse tekst in vertaling beschikbaar.
- De Griekse tekst van het Oude Testament door C. Fahner en J. Poeder. Hiervan zijn Genesis en Leviticus verschenen. Deze uitgave biedt van de Hebreeuwse tekst de Statenvertaling terwijl de Griekse tekst slechts is geglost en geen leesbare tekst vormt. Genesis 1:2a luidt bijvoorbeeld: “en / maar / ook / want aarde / aardrijk / land / veld zijn (…) onzienlijk / onzichtbaar en (wel) / maar / echter / ook / daar / niet voorbereid / onbewerkt / eenvoudig.”
- Het Boek der Psalmen naar de Septuagint, uit het Grieks vertaald en van aantekeningen voorzien door C Wagenaar, 1988.[10] Deze vertaling is goed voorleesbaar vanwege haar liturgisch oogmerk.
- De Bijbel van Jezus door P. Oussoren[11]

In andere Europese talen bestaan er recente vertalingen van de complete Septuaginta.
Spaans: La Biblia griega: Septuaginta, I-IV, Elk Bijbelboek wordt voorafgegaan door een uitvoerige inleiding. Verschillen ten opzichte van de Masoretische Tekst worden niet aangegeven. Een bijzonderheid is dat van Samuel-Koningen de 'Antiocheense tekst' in vertaling wordt geboden.
Duits: Septuaginta Deutsch: Das griechische Alte Testament in deutscher Übersetzung, onder verantwoordelijkheid van het Deutsche Bibelgesellschaft, 2009. Verschillen ten opzichte van de Masoretische Tekst worden in de tekst gemarkeerd. Deze uitgave gaat samen met twee delen toelichting en aantekeningen, voorzien van uitvoerige literatuuropgaven. De nadruk ligt op de interpretatie van de Septuaginta als theologisch en historisch document.
Frans: La Bible d’Alexandrie, Een groot project, waarbij de meeste Bijbelboeken in aparte delen zijn verschenen. Zeer uitvoerige inleidingen, uitgebreide noten. Verschillen ten opzichte van de Masoretische Tekst worden niet in de tekst aangegeven, maar wel in de noten gesignaleerd. De nadruk ligt op de doorwerking van de Septuaginta in de oud-christelijke traditie, met name de kerkvaders.
Engels: New English Translation of the Septuagint, 2007. door A. Pietersma en B.G. Wright. Deze vertaling is op de gedachte gebaseerd, dat de Septuaginta een soort 'interlineaire vertaling' van het origineel is, die nooit als een zelfstandige tekst was bedoeld. Deze vertaling doet het daarom uitkomen dat de Septuaginta voor de toenmalige Griekse lezers vreemd was.

## Onderzoek
Er wordt in België aan de Katholieke Universiteit Leuven en in Nederland aan de Universiteit Leiden al vele tientallen jaren veel onderzoek naar de Septuaginta gedaan. Bekende onderzoekers uit andere landen zijn I.L. Seeligman en E. Tov uit Israël, J.W. Wevers en A. Pietersma uit Canada, K. De Troyer uit Oostenrijk en J. Joosten uit Engeland.